# Base aérienne de Pribytki
Pribytki (également Zyabrovka) est une base aérienne en Biélorussie située dans le Voblast de Homiel, à 16 km au sud-est de Gomel. Au début des années 1960, il accueille des avions Tupolev Tu-16R. L'aérodrome est rénové en 1963 et reçoit le Tu-22R vers 1966 et, en 1967, 24 y sont basés. Pribytki est l'un des neuf principaux sites d'exploitation du Tupolev Tu-22 Blinder au milieu des années 1960. Les avions de reconnaissance étaient chargés d'opérations dans la Baltique et le nord de l'Europe. De 1973 aux années 1980, des pilotes libyens et irakiens s'entraînent sur la base à bord de Tu-22. Les unités Tu-22 sont dissoutes en 1994 et l'avion envoyé à la base Engels-2 pour le retrait du service.
Pribytki abrite le 290 Gv ODRAP (290e régiment d'aviation de reconnaissance à longue portée de la Garde), équipé d'avions Tu-16R du début des années 1960 à 1994 et le Tu-22RDM des années 1960 à 1994,; plus un certain nombre d'avions Tu-22R. De 1960 à 1980, le régiment fait partie du 6e Corps d'aviation de bombardiers lourds, et de 1980 à 1994, la 46e armée de l'Air (Holm).
Lors de l'invasion russe de l'Ukraine en 2022, l'armée russe y déploie des hélicoptères d'attaque.
Huit explosions sont signalées dans la base aérienne biélorusse qui est à trente kilomètres de la frontière ukrainienne. La Biélorussie affirme que les explosions sont dues à un « incident technique » impliquant un moteur de véhicule.

## Situation
| Minsk-2 Orcha Brest Homiel · Gomel Hrodna · Grodno Mahiliow · Moguilev Zyabrovka Lida Baranavitchy Borovitsy Matchoulichtchi Chtchoutchyn |